# بازبهره‌پذیری
در علوم رایانه و مهندسی نرم‌افزار، قابلیتِ استفادهٔ مجدد از تمام یا قسمتِ بزرگ‌تری از متن برنامه‌نویسی مشابه یا از طراحیِ سیستم در دیگر نرم‌افزارِ کاربردی را بازبهره‌پذیری (به انگلیسی: Reusability) گویند. 